# Gen. Meade's Fighting Days
Gen. Meade's Fighting Days è un cortometraggio muto del 1911. Il nome del regista non viene riportato nei credit del film prodotto dalla Champion Film Company di Mark M. Dintenfass.
Il film ricostruisce la figura da militare del George G. Meade che partecipò alla guerra seminole (1835-1842) e alla guerra messico-statunitense. La sua fama gli deriva dall'aver sconfitto il generale Robert E. Lee nella battaglia di Gettysburg nel 1863.

## Produzione
Il film fu prodotto dalla Champion Film Company, una compagnia indipendente che Dintenfass aveva fondato nel 1909, stabilendone gli studi a Fort Lee, nel New Jersey.

## Distribuzione
Distribuito dalla Motion Picture Distributors and Sales Company, il film - un cortometraggio di una bobina - uscì nelle sale cinematografiche USA il 24 aprile 1911.